# Miller Huggins
Miller James Huggins (27 de março de 1878 - 25 de setembro de 1929) foi um jogador e gerente profissional de beisebol americano. Huggins jogou na segunda base do Cincinnati Reds (1904–1909) e do St. Louis Cardinals (1910–1916). Ele gerenciou o Cardinals (1913–1917) e o New York Yankees (1918–1929), incluindo os times Murderers 'Row da década de 1920 que ganharam seis flâmulas da American League (AL) e três campeonatos da World Series.
Huggins nasceu em Cincinnati. Ele formou-se em direito pela Universidade de Cincinnati, onde também foi capitão do time de beisebol. Em vez de servir como advogado, Huggins escolheu seguir uma carreira profissional no beisebol. Ele jogou beisebol semiprofissional e da liga secundária de 1898 a 1903, quando assinou com os Reds.
Como jogador, Huggins era adepto de chegar à base. Ele também foi um excelente jogador de segunda base, ganhando os apelidos de "Rabbit", "Little Everywhere" e "Mighty Mite" por suas proezas defensivas e mais tarde foi considerado um treinador inteligente que entendia os fundamentos do jogo. Apesar de colocar equipes bem-sucedidas no Yankees na década de 1920, ele continuou a fazer mudanças de pessoal para manter a superioridade de suas equipes na AL. Ele foi eleito para o Hall da Fama do Beisebol Nacional pelo Comitê de Veteranos em 1964.

## Juventude
Huggins nasceu em 19 de abril de 1879, em Cincinnati, onde seu pai, um inglês, trabalhava como dono da mercearia. Sua mãe era natural de Cincinnati. Ele tinha dois irmãos e uma irmã.

"Você pode tornar-se um pedidor ou um jogador, e não ambos. Esperimente basebol. Você parece gostar disso mais."

 – William Howard Taft para Huggins na Universidade de Cincinnati
Huggins estudou na Woodward High School, na Walnut Hills High School e, mais tarde, na Universidade de Cincinnati, onde estudou direito e jogou beisebol universitário no time de beisebol Cincinnati Bearcats. Um shortstop, ele foi nomeado capitão da equipe Bearcats em 1900. Vendo-o consumido pelo beisebol, seus professores de direito o convocaram para justificar por que deveriam mantê-lo no programa de direito.
O pai de Huggins, um metodista devoto, objetou que seu filho jogasse beisebol aos domingos. Mas Huggins jogou beisebol semi-profissional em 1898 pelo Cincinnati Shamrocks, um time organizado por Julius Fleischmann, onde ele jogou sob o pseudônimo de "Proctor" devido à oposição de seu pai e seu status de amador. Em 1900, ele jogou pela equipa semiprofissional de Fleischmann com base nas montanhas Catskill, os Mountain Tourists, liderando a equipe com uma média de rebatidas de 0,400.
Após receber seu diploma de direito em Cincinnati, Huggins percebeu que poderia ganhar ainda mais dinheiro jogando beisebol, e, como tal, William Howard Taft, um dos professores de direito de Huggins, o aconselhou a jogar beisebol. Ele foi admitido na ordem, mas nunca exerceu a advocacia.

## Carreira profissional
Em 1899 Huggins começou a sua carreira de jogador na liga de beisebol com o Mansfield Haymakers da Classe B da Liga Interestadual. Ele continuou seu aprendizado na liga secundária com os St. Paul Saints da Associação Americana de 1901 a 1903. Depois de iniciar a sua carreira como um rebatedor exclusivamente destro, em 1902 ele começou a rebater do lado esquerdo em resposta às suas lutas ofensivas na temporada de 1901, enquanto também se movia para a segunda base durante o seu tempo em St. Paul.

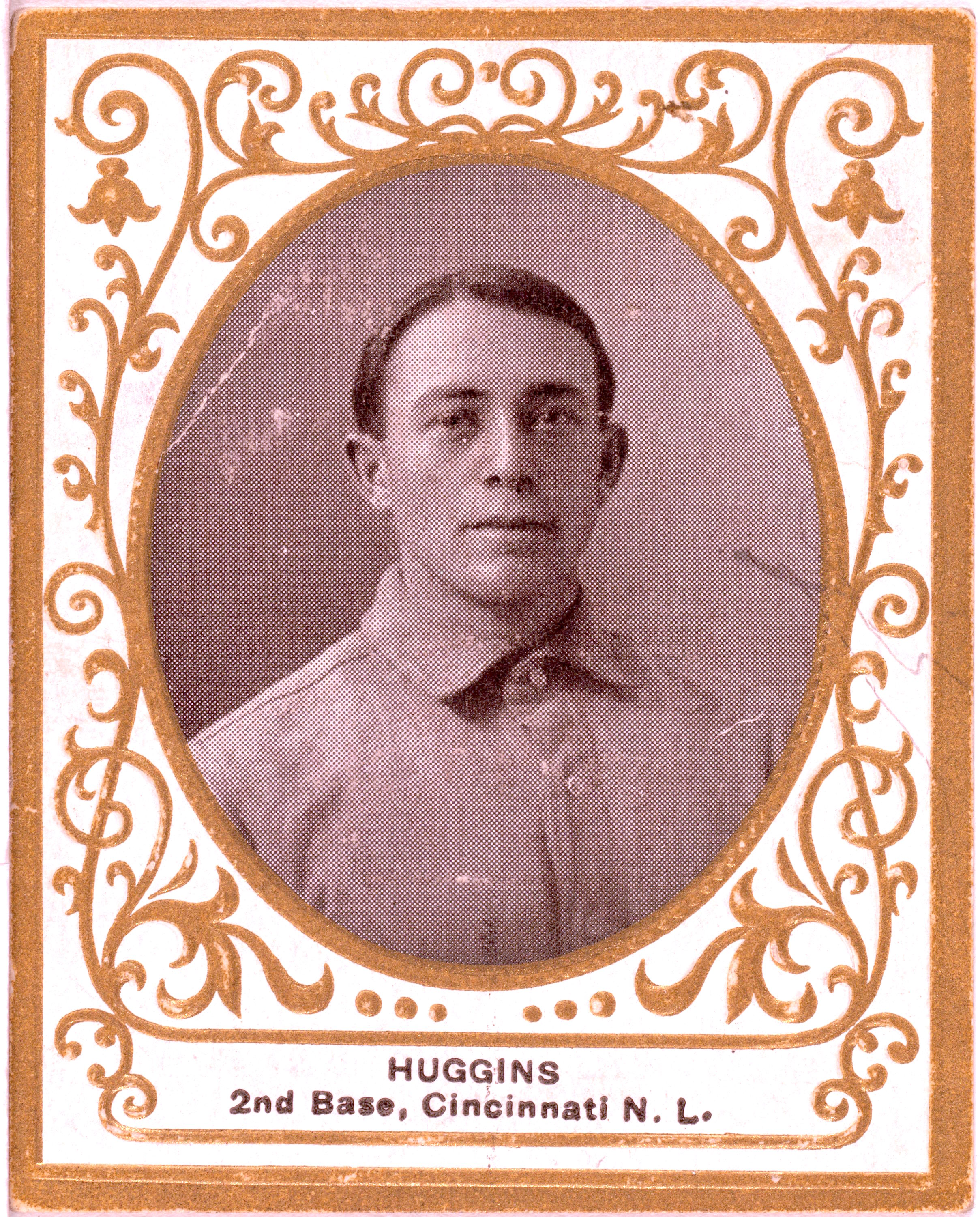
Card de beisebol de 1909 de Miller Huggins

Huggins conseguiu 19 chances de fielding, 11 putouts e nove assistências, sem cometer um erro em um jogo com o Santos em 1902; o recorde anterior da Major League Baseball (MLB) sendo 18, estabelecido por Fred Dunlap em 1882. Em 1903, ele conseguiu o primeiro roubo atrasado da história do beisebol.

### Cincinnati Reds (1904–1909)
Fleischmann, co-proprietário do Cincinnati Reds da National League (NL), ficou de olho em Huggins enquanto ele jogava pelo St. Paul. Os Reds compraram devidamente seu contrato do Saints antes da temporada de 1904. Ele fez a sua estreia na MLB em 15 de abril de 1904 e provou ser muito hábil em chegar à base. Ele bateu 0,264 com os Reds naquela temporada e melhorou na temporada de 1906, terminando com uma média de rebatidas de 0,292 e 41 bases roubadas, enquanto gastava um tempo considerável desenvolvendo sua força na parte superior do corpo.
Embora Huggins esperasse ser escolhido como sucessor de Ned Hanlon como técnico do Cincinnati após a temporada de 1907, os Reds escolheram John Ganzel. Em 1908, ele jogou com os Reds na Série de Clubes da Liga Cubano-Americana. Atrapalhado por um tornozelo quebrado e ligamentos rompidos no ombro, ele caiu para 0,209 em 1909.

### St. Louis Cardinals (1910–1917)
Antes da temporada de 1910, os Reds negociaram Huggins, junto com Frank Corridon e Rebel Oakes, para o St. Louis Cardinals em troca de Fred Beebe e Alan Storke. Ele estabeleceu um recorde da MLB em 1º de junho de 1910 com seis aparições em plate, mas nenhuma em bastões, com quatro andadas e duas moscas de sacrifício. No mesmo ano, ele rebateu 0,265 para os Cardinals e liderou a NL em caminhadas.

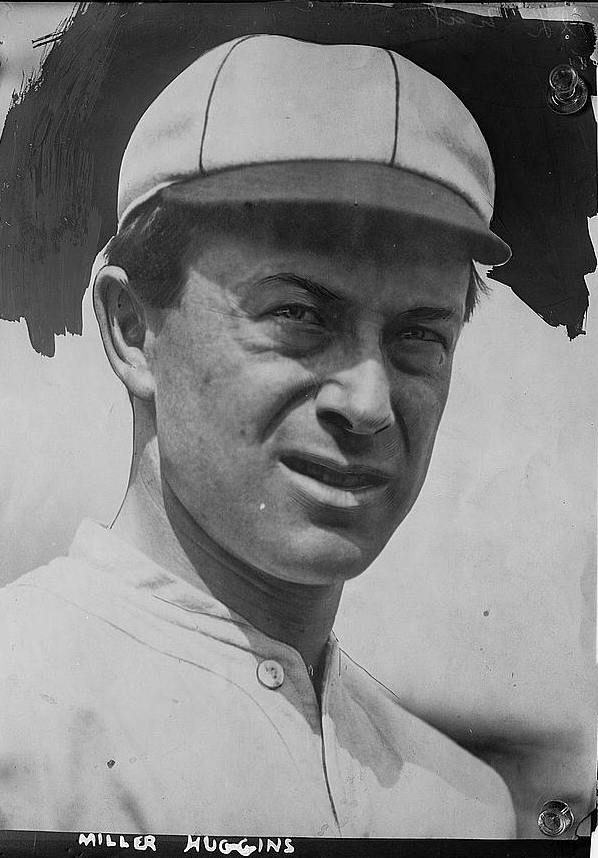
Huggins com os St. Louis Cardinals em 1912

Em 13 de julho de 1911, ele empatou o recorde da NL de chances de sucesso em campo em um jogo com 16. No final da temporada, ele terminou em sexto na votação para o Prêmio Chalmers de Jogador Mais Valioso. Em 1912, ele atingiu mais de 0,300 pela primeira vez em sua carreira.
Huggins tornou-se jogador-técnico do Cardinals após a temporada de 1912, sucedendo Roger Bresnahan, com a dona do time Helene Hathaway Britton preferindo seu jeito "cavalheiresco" à personalidade mais rude de Bresnahan.
Com a aquisição de velocidade em uma negociação com os Pittsburgh Pirates, incluindo Dots Miller, Art Butler, Cozy Dolan e Chief Wilson, os Cardinals disputaram a flâmula NL em 1914. Terminando em terceiro lugar, foi o melhor resultado dos Cardinals desde 1876, mas eles caíram para o sexto lugar em 1915 e o último em 1916. Quando Britton vendeu o time após aquela temporada, ela ofereceu a Huggins a chance de comprar uma parte do time. Enquanto tentava arrecadar dinheiro com a família Fleischmann, Britton vendeu a equipe para um grupo liderado por Samuel Breadon, que contratou Branch Rickey para administrar as operações diárias da equipe no escritório.
Huggins treinou o jovem Rogers Hornsby, ajudando-o a corrigir sua postura de rebatidas, e Hornsby o sucedeu como o segundo homem-base inicial do time em 1917, quando Huggins encerrou sua carreira de jogador. Ele gerenciou a equipe em 1917, último ano de seu contrato, mas não foi contratado.

### New York Yankees (1918–1929)
Com o New York Yankees da American League (AL) não tendo um bom desempenho, os proprietários dos Yankees, Jacob Ruppert e Tillinghast L'Hommedieu Huston, procuraram substituir o "Wild" Bill Donovan como técnico. Ban Johnson, presidente da AL, sugeriu Huggins para Ruppert como um substituto para Donovan. Huston, que estava na Europa na época em que Ruppert marcou a consulta, não gostava de Huggins e queria contratar Wilbert Robinson, seu companheiro de bebida. O próprio Ruppert ficou desconcertado com o gorro de lã de Huggins e a prática de fumar cachimbo em público, que ele sentia ser a marca da classe trabalhadora. No entanto, Ruppert entrevistou Huggins por recomendação de Johnson e concordou que Huggins sabia muito sobre beisebol. Ruppert ofereceu o emprego a Huggins, que inicialmente não queria assumir o cargo, já que o Yankees não estava em uma posição melhor do que os Cardinals. JG Taylor Spink do The Sporting News finalmente convenceu Huggins a aceitar a oferta, e ele assinou um contrato de dois anos. A contratação de Huggins gerou uma cisão entre os dois coproprietários que culminou com a venda de Huston de suas ações da equipe para Ruppert em 1922.

"eu o chamo o atirador mais certeiro que já conheci no beisebol."

 – Lou Gehrig sobre Huggins
Depois de tomar a chefia Huggins não se retraia de fazer alterações no pessoal. Depois de assumir os Yankees enfatizou o beisebol fundamental, treinando os Yankees na arte de bunt. Huggins também fez a sua primeira troca de um jogador, adquirindo Del Pratt e Eddie Plank dos St. Louis Browns e trocando Nick Cullop, Joe Gedeon, Fritz Maisel, Les Nunamaker, Urban Shocker e $15 000, uma troca que trouxe critícas da imprensa.
Na primeira temporada de Huggins com o Yankees, a equipe terminou em quarto lugar na AL. Depois dessa temporada, ele obteve Ernie Shore, Dutch Leonard e Duffy Lewis do Boston Red Sox, para Ray Caldwell, Frank Gilhooley, Slim Love e Roxy Walters. No ano seguinte, ele trocou Pratt, Muddy Ruel, Hank Thormahlen e Sammy Vick pelo Red Sox por Waite Hoyt, Harry Harper, Mike McNally e Wally Schang. Huggins assinou um contrato de um ano para permanecer com os Yankees por cerca de US$ 12.000.
Huston continuamente tomou o lado de seus jogadores em qualquer argumento que eles tivessem contra Huggins, criticando Huggins na imprensa quando os Yankees perderam a flâmula em 1920. Enquanto isso, Ruppert era, na melhor das hipóteses, um defensor indiferente de Huggins. Babe Ruth resistiu à disciplina de Huggins; ele não respeitou Huggins devido à sua pequena estatura, natureza de fala mansa e incapacidade de lutar, e Huggins foi incapaz de aplicar punições a Ruth, apesar de ser bem educado. Os Yankees terminaram em terceiro lugar na AL em 1919 e 1920. Huggins assinou um contrato de um ano para permanecer com a equipe em 1921.

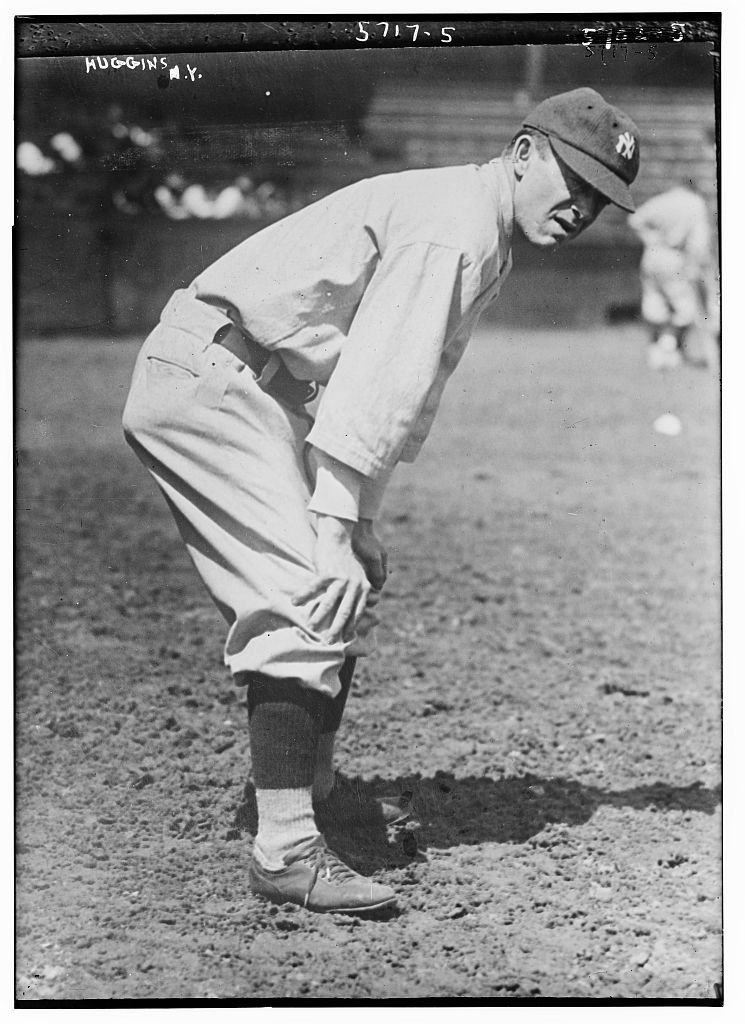
Huggins com os Yankees em 1922

Entrando na temporada de 1921, Huggins ainda sofria críticas da imprensa. Hugh Fullerton escreveu que "no passado Huggins não brilhou como um líder de homens". Nessa temporada, Huggins desenvolveu Aaron Ward, Wally Pipp e Bob Shawkey. O Yankees ganhou seu primeiro galhardete AL em 1921, alcançando a World Series pela primeira vez na história da franquia, silenciando seus críticos na imprensa. No entanto, eles perderam a World Series de 1921 para o New York Giants. Em resposta, Huggins procurou adicionar mais talento de arremesso.
Antes da temporada de 1922, Huggins adquiriu Johnny Mitchell do Vernon Tigers da Pacific Coast League e trocou o favorito dos fãs Roger Peckinpaugh junto com Rip Collins, Bill Piercy e Jack Quinn para o Red Sox por Everett Scott, Bullet Joe Bush e Sad Sam Jones. A essa altura, Ruppert contratou Ed Barrow como gerente de negócios do time e ajudou Huggins nas transações dos jogadores. O Yankees repetiu como campeão do AL naquela temporada, mas perdeu a World Series de 1922, novamente para o Giants. Com a confiança recém-adquirida de seus proprietários, Huggins foi mantido como gerente.
O Yankees venceu sua primeira World Series em 1923, evitando que o Giants se repetisse como campeão pela terceira temporada consecutiva. Eles não foram capazes de manter o título na temporada seguinte, no entanto, terminando em segundo lugar na AL para os Washington Senators.
Huggins começou a lamentar sua troca de Urban Shocker para os Browns. Em St. Louis, o spitballer Shocker se destacou como titular, acumulando quatro temporadas consecutivas de 20 vitórias nos anos 1920-23 e liderando a Liga Americana com 27 vitórias em 1921 e eliminações no ano seguinte, quando venceu 24 jogos. Shocker foi readquirido por Bullet Joe Bush, Milt Gaston e Joe Giard em dezembro de 1924.
Mesmo assim, durante 42 jogos da temporada de 1925 dos New York Yankees, os Yankees entraram em dificuldades, descendo para o sétimo posto na Liga Americana de oito equipas, com 13+1⁄2 jogos fora do primeiro lugar. Huggins fez grandes alterações à equipa dos Yankees, quando trocou Ward na segunda base com Howard Shanks, o receptor Steve O'Neill e Wally Schang com Benny Bengough, e, mais notavelmente, Pipp com Lou Gehrig na primeira base, começando com o recorde de Gehrig de jogos jogados. Entre os regulares da equipa, apenas Babe Ruth, Joe Dugan, e Bob Meusel ficaram na equipa. Mesmo assim, a equipa continuou em dificuldades; entre rumores que ele podia substituir Huggins, Ruppert disse que "Miller vai ser o manager enquanto ele o quiser ser". Os Yankees baixaram para o sétimo lugar na AL essa temporada.
Com o suporte completo de Ruppert, os trabalhos de Huggins no Yankees incluíam manter Ruth em linha. Sem medo do seu jogador estrela, Huggins e Ruth discutiam frequentemente. Huggins suspendeu Ruth indefinitivamente em 29 de Agosto de 1925 por "portar-se mal fora do campo", enquanto também o multou em $ 5 000, e como era um jogo fora em St. Louis, Ruth foi ordenado a pagar a sua viagem de volta para Nova Iorque. A razão atual era porque ele se tinha atrasado para o treino de bater depois de outra noite fora, apesar de ser uma culminação das suas traquinas e insistência de recrutar jogadores colegas para sair com ele, causando a eles de ficaram cansados. Ruth respondeu ao afirmar que Ruppert iria rescindir a multa e suspensão, e que ele nunca mais iria jogar para Huggins novamente, acreditando que Ruppert iria ficar do lado dele sobre Huggins. No entanto, Ruppert insistiu que a multa ficaria de pé e que Ruth seria suspensa por tanto tempo quanto Huggins desejava. Depois de pedir desculpa a Huggins e Ruppert, Ruth foi reintegrada em 5 de setembro. Ruth não desafiou a Autoridade de Huggins novamente.

"Ele era o único homem que conhecia como me manter na linha."

 – Babe Ruth sobre Huggins
Huggins reestruturou a equipe para a temporada de 1926, dando empregos iniciais para Mark Koenig e Tony Lazzeri. Naquela temporada, Huggins ganhou sua quarta flâmula com o Yankees em 1926, marcando a primeira vez que um time ganhou uma flâmula após terminar em sétimo no ano anterior. No entanto, os Yankees perderam a World Series de 1926 para os Cardinals em sete jogos.
Ganhando o campeonato mais uma vez na temporada de 1927, Huggins igualou a marca de cinco galhardetes de Cap Anson em sete temporadas. Naquele ano, o Yankees se beneficiou do desenvolvimento de George Pipgras e Wilcy Moore, e estabeleceu um recorde da Liga Americana com 110 vitórias na temporada regular, vencendo a AL por 19 jogos. Os Yankees venceram os Pittsburgh Pirates na World Series de 1927. Esse time ficou conhecido como Murderers 'Row, e é considerado um dos maiores times da história do beisebol.
Huggins permaneceu confiante na capacidade de sua equipe de se repetir como campeã da AL na temporada de 1928. Huggins complementou a sua equipa adquirindo Bill Dickey das ligas menores. Ele adquiriu Stan Coveleski, que estava tentando retornar aos seus anos de pico, mas o dispensou em agosto, quando a ex-estrela continuou a lutar. O Yankees chegou à World Series de 1928, vencendo sua sexta flâmula em oito anos, e derrotou o Cardinals por 4 jogos a 0. Esta foi a primeira vez que uma equipe derrotou seus oponentes em uma Série Mundial consecutiva.
Huggins continuou a mexer em seu elenco durante a entressafra. Ele negociou Dugan, Mike Gazella, Rosy Ryan e Pat Collins, e adquiriu Lyn Lary da Pacific Coast League. Ele tentou Lary na terceira base e Leo Durocher no shortstop, enquanto ele tentava adquirir George Uhle e Ed Morris, mas não teve sucesso em ambos os casos. Os Yankees ficaram atrás do Philadelphia Athletics na classificação durante a temporada de 1929 e quando ficou claro que os Yankees não ganhariam a flâmula da AL em 1929, Huggins começou a consultar os treinadores Art Fletcher e Bob Shawkey sobre o futuro do time, incluindo como para substituir Bob Meusel no campo esquerdo. No entanto, em agosto de 1929, Huggins começou a perder peso e queixou-se de se sentir mal.

## Morte

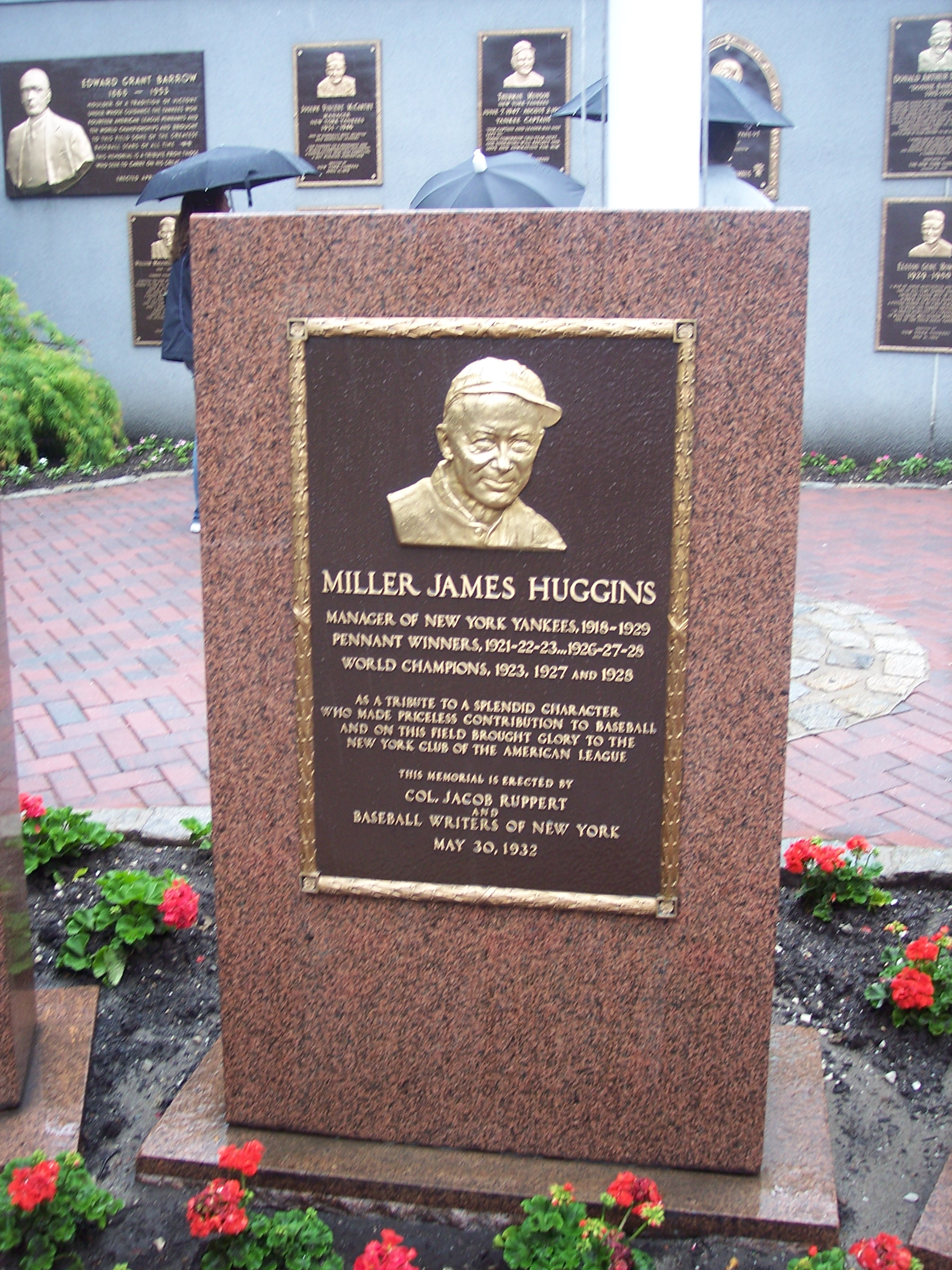
O monumento dedicado a Huggins pelos New York Yankees no Monument Park

Huggins adoeceu em 20 de setembro de 1929 e foi internado no Centro Médico Católico de São Vicente para erisipela. Sua condição foi complicada pelo desenvolvimento de gripe com febre alta. O médico do Yankees 'club, em consulta com outros médicos, decidiu administrar transfusões de sangue. Mas, apesar de seus melhores esforços, Huggins morreu aos 50 anos em 25 de setembro de 1929 de piemia. A Liga Americana cancelou seus jogos para 27 de setembro, o dia de seu funeral, e sua exibição no Yankee Stadium atraiu milhares de fãs chorosos. Um minuto de silêncio foi mantido para Huggins antes do início do Jogo 4 da World Series de 1929 (no Shibe Park da Filadélfia, após o qual o A's superou uma vantagem de 8-0 dos Cubs com 10 corridas na última do sétimo para um espetacular 10- 8 vitória inesperada e uma vantagem de 3-1 na Série). Ele foi enterrado no cemitério de Spring Grove em sua cidade natal, Cincinnati.
Os Yankees acharam difícil substituir Huggins. Art Fletcher gerenciou o time nos últimos 11 jogos da temporada de 1929, mas não queria gerenciar o time em tempo integral. Após a temporada, Ruppert ofereceu o trabalho sucessivamente a Fletcher, Donie Bush e Eddie Collins, que recusaram. Eventualmente, "Bob the Gob" Shawkey concordou em servir como o gerente do Yankees para a temporada de 1930, levando o time ao terceiro lugar.

## Jogando e gerenciando perfil
Huggins foi listado em 5 ft 5 in (1.65 m) e 140 lb (64 kg). A sua pequena estatura inspirou os apelidos "Mighty Mite" e "Mite Manager". Ele também era conhecido como "Coelho" e "Little Everywhere" por sua habilidade de cobrir terreno no campo interno. Um excelente batedor de primeira linha e segunda base defensiva, ele encerrou sua carreira de jogador com uma média de rebatidas de 0,265 e uma porcentagem de campo de 0,956. Ele liderou a liga em caminhadas quatro vezes e regularmente postou uma porcentagem de quase 0,400. Ele marcou 100 ou mais corridas três vezes e regularmente roubou 30 ou mais bases para 324 roubos vitalícios. No lado negativo, em 1914 ele estabeleceu o recorde de roubos de bola em uma única temporada na Liga Nacional, quando foi expulso 36 vezes (em oposição a 32 roubos de bola bem-sucedidos).
Huggins terminou a sua carreira gerencial com um recorde de 1413–1134. Suas 1413 vitórias como técnico ocupam a 23ª posição (no início da temporada de 2012). Ele aprendeu a sua estratégia administrativa observando Hanlon e Bresnahan. Seu estilo gerencial no início enfatizou a velocidade, roubo de bases, jogadas de bater e correr e "tapa" (ou seja, contato), mas a aquisição da rebatista superstar Ruth ditou uma mudança de ênfase em direção ao poder e não dar outs. Para os agressivos Yankees da década de 1920, ele recrutou rebatedores poderosos e arremessadores consistentes (em oposição a brilhantes).

## Legado
Em 1915, o árbitro e jornalista esportivo Billy Evans, escrevendo sobre a escassez de jogadores de segunda base competentes no beisebol, listou Huggins, Collins, Pratt, Johnny Evers e Nap Lajoie como os melhores no jogo. Ele escreveu mais tarde que Huggins foi "um dos maiores administradores que já conheci". Bill James classificou Huggins como o 37º melhor jogador de segunda base de todos os tempos em 2001 em seu The New Bill James Historical Baseball Abstract.
Os Yankees dedicaram um monumento a Huggins em 30 de maio de 1932, colocando-o em frente ao mastro da bandeira no campo central do Yankee Stadium. Huggins foi o primeiro de muitas lendas dos ianques a quem foi concedida essa honra, que acabou se tornando o " Parque do Monumento ", inaugurado em 1976. O monumento chama Huggins de "um personagem esplêndido que fez contribuições inestimáveis para o beisebol". Os Yankees também nomearam um campo no Estádio Al Lang, sua casa de treinamento de primavera, em homenagem a Huggins.
Huggins foi incluído na cédula para o Hall da Fama Nacional do Beisebol em 1937, 1938, 1939, 1942, 1945, 1946, 1948 e 1950,  não tendo recebido o número de votos necessários para a eleição nessas ocasiões. Nomeado para o Honor Rolls of Baseball em 1946, o Comitê de Veteranos elegeu Huggins para o Hall da Fama em fevereiro de 1964, e ele foi introduzido postumamente naquele verão.

## Vida pessoal
Huggins era um homem reservado que guardava para si. Ele morou em Cincinnati durante os invernos enquanto jogava pelos Reds e Cardinals, mas começou a fazer de St. Petersburg, Flórida, sua casa de inverno enquanto dirigia os Yankees. Huggins não se casou e morou com sua irmã enquanto estava em Cincinnati.
Huggins investiu em propriedades imobiliárias na Flórida, embora os tenha vendido em 1926 (três anos antes da quebra do mercado de ações, felizmente para ele), pois eles tomavam muito de seu tempo longe do beisebol. Ele gostava de jogar golfe e bilhar nas horas vagas.